# Kompetenzstufen
Kompetenzstufen dienen dazu, die Qualität von handlungsrelevanten Fähigkeiten und Einstellungen einer Person in einem Berufsfeld oder in einem engeren Bereich, einer Domäne, zu beschreiben.
Dadurch werden Aussagen zu Lernstand, Lernschritten und Lernbedingungen erleichtert.

## Kompetenzstufen allgemein (gemäß Dreyfus-Modell)
Ein ursprüngliches Modell zur Bestimmung von Expertise ist in fünf Kompetenzstufen< unterteilt. Es beginnt beim „Neuling“ und reicht über die Stufen „fortgeschrittener Anfänger“, „Kompetenz“ und „Gewandtheit“ bis hin zur höchsten Stufe „Experte“:
1. Neuling
2. fortgeschrittener Anfänger
3. Kompetenter
4. Gewandter
5. Experte

## Kompetenzstufen in der Krankenpflege (nach Benner)
Die praktischen Ausführungen zu einem Kompetenzstufenmodell aus dem Bereich der Krankenpflege, die auf die US-amerikanische Pflegewissenschaftlerin Patricia Benner zurückgehen, machen durch ihre Detaillierung verständlicher, worum es dabei geht: nämlich die Qualität von handlungsrelevanten Fähigkeiten und Einstellungen einer Person im Berufsfeld der Krankenpflege, Probleme lösen zu können, also von den sogenannten „Kompetenzen“ in diesem Bereich, zu beschreiben:

### Erste Stufe
Auf der ersten Stufe „Neulingsdasein“ (Novice) werden Mindestanforderungen im Arbeitsbereich nicht bzw. nicht regelmäßig erfüllt. Problemzugang und Arbeitsstil erscheinen als durch ein unflexibles und unsicher wirkendes Handeln geprägt, wobei den Neulingen ggf. einige allgemeine Regeln bekannt sind, die sie ohne ausreichende Berücksichtigung der genauen Situation anwenden (kontextfreie Regeln). Dies korrespondiert damit, dass sie mangels Erfahrungen zwar in einer Situation viele Einzelheiten erkennen, diese aber nicht in einem sinnvollen Bezug zur Gesamtsituation wahrnehmen – also z. B. nicht zwischen Wichtigem, Dringlichem und Unwichtigem unterscheiden können.
Neulinge identifizieren sich kaum mit den Aufgaben und Rollen im Arbeitsfeld, sondern wirken zum Teil wie Beobachter. Im Krankenhaus könnte ein Neuling im Bereich Pflege z. B. den Wunsch nach Erläuterung eines EKG an eine erfahrene Kraft richten, obwohl aus erfahrener Perspektive der Zeitpunkt höchst unpassend erscheint, weil sich der Gesundheitszustand eines Patienten gerade akut verschlechtert. Um höhere Stufen zu erreichen, bedürfen Neulinge u. a. mehr Erfahrung mit realen Situationen, um Regeln und Situationsaspekte miteinander verknüpfen zu können. Anzumerken ist, dass in bisher unbekannten Gebieten eines Arbeitsfeldes auch möglicherweise solche Personen anfangs nur auf Stufe von Neulingen handeln, die in einem ähnlichen Arbeitsfeld in anderen Gebieten Experten sind. Eventuell können sich diese aber mit den Zielen und besonderen Mitteln im neuen Gebiet des Arbeitsfeldes vergleichsweise schnell vertraut machen (Transfer).

### Zweite Stufe
Auf der zweiten Stufe, der „Kompetenz“ (Competence), genügen fortgeschrittene Anfänger alles in allem den Mindestanforderungen. Ihr Problemzugang und Arbeitsstil kann dadurch gekennzeichnet werden, dass sie bei der Lösung von Aufgaben zwar einigen sinnvollen Leitlinien folgen, doch auch gelegentlich überfordert sind, was sich in Form von kurzfristigem und relativ starrem Reagieren auf einzelne Teilaufgaben zeigen kann. Fortgeschrittene Anfänger nehmen in Situationen viele Einzelheiten wahr, wobei wiederkehrende Bestandteile einer typischen Situation erkannt und eingeordnet werden können. Am Beispiel der Krankenpflege können Personen auf dieser Stufe ggf. am Hin- und Herspringen zwischen verschiedenen Patienten erkannt werden, wobei kurzfristige Reaktionen auf deren Wünsche und Pflegenotwendigkeiten erfolgen. Als Unterstützung, um höhere Stufen zu erreichen, erscheint es geboten, fortgeschrittenen Anfängern Gelegenheiten zu bieten, Handlungsvorschriften selbst zu formulieren sowie sie beim Erkennen und Unterscheiden von Situationsaspekten und beim Setzen von Prioritäten anzuleiten.

### Dritte Stufe
Auf der dritten und mittleren Stufe des Modells, der „Beschlagenheit“ (Proficiency), erbringen die Personen mittlere bis gute Leistungen in ihrem Bereich des Arbeitsfeldes bzw. in einer Domäne. Bewusstes Planen und ein gewisser Erfahrungsschatz ermöglichen ihnen effizientes und recht flexibles Arbeiten. Eine den zu lösenden Problemen angemessene Übersicht über die Gesamtsituation kann bewusst hergestellt werden (analytisches Vorgehen). Im Beispielfeld nehmen Pflegekräfte z. B. erst Routinekontrollen bei allen ihnen anvertrauten Patienten vor und arbeiten dann in sinnvoller Reihenfolge. Als Unterstützung um höhere Stufen zu erreichen, könnte die Simulation von speziellen Problemlagen dienen.

### Vierte Stufe
Die vierte Stufe des Modells wird „Expertise“ (Expertise) genannt; in ihr zeichnet sich der „erfahrene Pflegende“ durch gute bis sehr gute Leistungen aus. Flexibles und schnelles Handeln orientiert an längerfristigen Zielen sind für Problemzugang und Arbeitsstil prägend. Personen auf dieser Stufe können Situationen als Ganzes mit gewissen Schattierungen wahrnehmen und aufgrund früherer Erfahrungen begreifen. Ein unbewusstes Erleben von Ähnlichkeiten zu früheren Erfahrungen einschließlich zeitlicher Entwicklungen wirkt orientierend. Am Beispiel Krankenpflege können es erfahrene Pflegende relativ sicher einschätzen, wann der Zeitpunkt gekommen ist, dass Babys bzw. allgemein Patienten von künstlicher Beatmung auf natürliche Atmung umgestellt werden können. Diese Stufe kann, muss aber nicht, nach drei bis fünf Jahren im gleichen Arbeitsbereich erreicht werden. Als bemerkenswert wird berichtet, dass erfahrene Pflegende (und auch Experten) Begründungen für ihr Handeln nicht unbedingt verbalisieren können und dass sie, wenn danach gefragt, für intuitiv richtiges Handeln mitunter Rechtfertigungen erfinden. Zur Weiterentwicklung kann es günstig sein, Fallbeispiele und den eigenen Erfahrungsschatz in kommunikativen Prozessen zu bearbeiten.

### Fünfte Stufe
Die fünfte und letzte Stufe des Modells heißt „Meisterhaftigkeit“ (Mastery), wobei regelmäßig sehr gute Leistungen erreicht werden. Experten sind in ihrem Arbeitsgebiet nicht auf Regeln, Richtlinien und allgemeine Prinzipien angewiesen. Sie können auch besondere bzw. seltene Situationen intuitiv erfassen und den Kern des Problems schnell erkennen. Ihnen gelingt ein relativ routinierter Umgang mit Neuem. Krankenpflegekräfte auf Stufe der Expertise können z. B. medizinische Notfälle unmittelbar erkennen und daraufhin Maßnahmen ergreifen und andere informieren. Dabei kann es z. B. vorkommen, dass die Pflegekräfte an weniger erfahrene oder weniger informierte, in der Hierarchie höher gestellte Ärzte Anweisungen geben, weil es in ihrer Situationseinschätzung der Notfall verlangt. Expertentum kann nach ca. acht bis zehn Jahren im gleichen Arbeitsbereich entwickelt werden. Um auch auf der höchsten Stufe noch eine positive Entwicklung zu erreichen, ist ein Austausch mit anderen Experten erforderlich. Auch die Übernahme von Aufgaben im Bereich der Berufsausbildung und bei der Weiterentwicklung des Berufs erscheint günstig.

## Veränderungsschritte in der Kompetenzentwicklung bei angehenden Schullehrern (nach Ziemer)
Wesentliche Veränderungsschritte in der Kompetenzentwicklung bei Lehramtskandidaten/Refrendaren:
Nach einer Zusammenstellung Ziemers sind für Lehramtskandidaten/Referendare auf dem Weg in den Beruf des Schullehrers vor allem drei wichtige Bewegungen Richtung Expertise zu identifizieren:
- Erstens eine Veränderung weg vom Befolgen abstrakter Grundsätze und hin zum paradigmatischen Rückgriff auf konkrete Erfahrungen.
- Zweitens eine Veränderung bei der Wahrnehmung von situativen Erfordernissen: Situationen erscheinen weniger als Summe gleichwertiger Einzelheiten und mehr als ein vollständiges Ganzes, in dem nur bestimmte Teile wichtig sind.
- Und drittens ein Wechsel vom unbeteiligten Beobachtenden zum engagierten Handelnden: Die betreffenden Personen beobachten Situationen nicht mehr von außen, sondern stehen in der Situation, d. h. sie sind und empfinden sich als direkt beteiligt.

Inwieweit im Zusammenhang mit dem Einstieg von Lehrern in den Beruf von „Kompetenzstufen“ gesprochen werden kann, sei dahingestellt.

## Kritik
Neuweg kritisiert unter anderem, dass nicht geklärt wird, warum „Experten“ bei Dreyfus und Dreyfus nicht „implizit blind“ werden, also die Fähigkeit verlieren zu reflektieren, ob ihr Handeln konform mit Regelwissen (z. B. neuen wissenschaftlichen Erkenntnissen) ist. Somit stellt sich die Frage, ob der „Expertenstatus“ überhaupt erstrebenswert ist. Diese Kritik wird von Fichtmüller und Walter auf Benners Stufenmodell übertragen. Krell befragte unterschiedlich berufserfahrene Pflegende nach der Häufigkeit, mit denen bei ihnen Fragen in ihrem Alltag am Arbeitsplatz auftraten. Die Häufigkeit offener Fragen wurde dann zwischen den Pflegenden unterschiedlicher Erfahrungsstufen nach der Aufteilung nach Benner verglichen. Dabei fanden sich, anders als angenommen, keine signifikanten Häufigkeitsunterschiede. Benners Bild, dass wachsende Erfahrung in einem praktischen Kontext quasi automatisch dazu führt, dass Pflegende immer intuitiver handeln und schließlich kaum mehr (bewusste) Fragen zu ihrer Tätigkeit haben, ließ sich empirisch nicht bestätigen. Ein Erklärungsansatz dafür ist die unterschiedliche Schwierigkeit von Aufgaben. So könnte es sein, dass Pflegende mit wachsender Berufserfahrung auch immer komplexere Aufgaben erhalten, weil sie ein höheres Vertrauen im Team genießen. Krell schlägt daher vor, das Modell Benners um den Aspekt der Komplexität von Aufgaben und ihre Auswirkung auf die Entwicklung von Kompetenz zu erweitern. Würde man nämlich unterstellen, dass nur die Bewältigung von Aufgaben mit wachsender Komplexität zum Erwerb von Handlungskompetenz führt, könnte man einerseits erklären, wieso einige Personen auch mit zunehmender Erfahrung nicht kompetenter in ihrem Bereich werden (z. B. wenn sie keine neuen/komplexeren Aufgaben bekommen) und man könnte den angeführten empirischen Befund so erklären, dass die berufserfahrenen Personen in der Stichprobe deshalb nicht seltener offene Fragen hatten, weil sie Aufgaben erhalten haben, die auch sie weiterhin als komplex bewertet haben. Zum Beispiel, weil Kolleginnen/Kollegen den Berufserfahrenen besonders viel zutrauen und sie sich an diese wenden, wenn sie nicht weiterwissen.